# Pinguicula primuliflora
Pinguicula primuliflora är en tätörtsväxtart som beskrevs av C. E. Wood och Godfrey. Pinguicula primuliflora ingår i släktet tätörter, och familjen tätörtsväxter. Inga underarter finns listade i Catalogue of Life.

## Bildgalleri

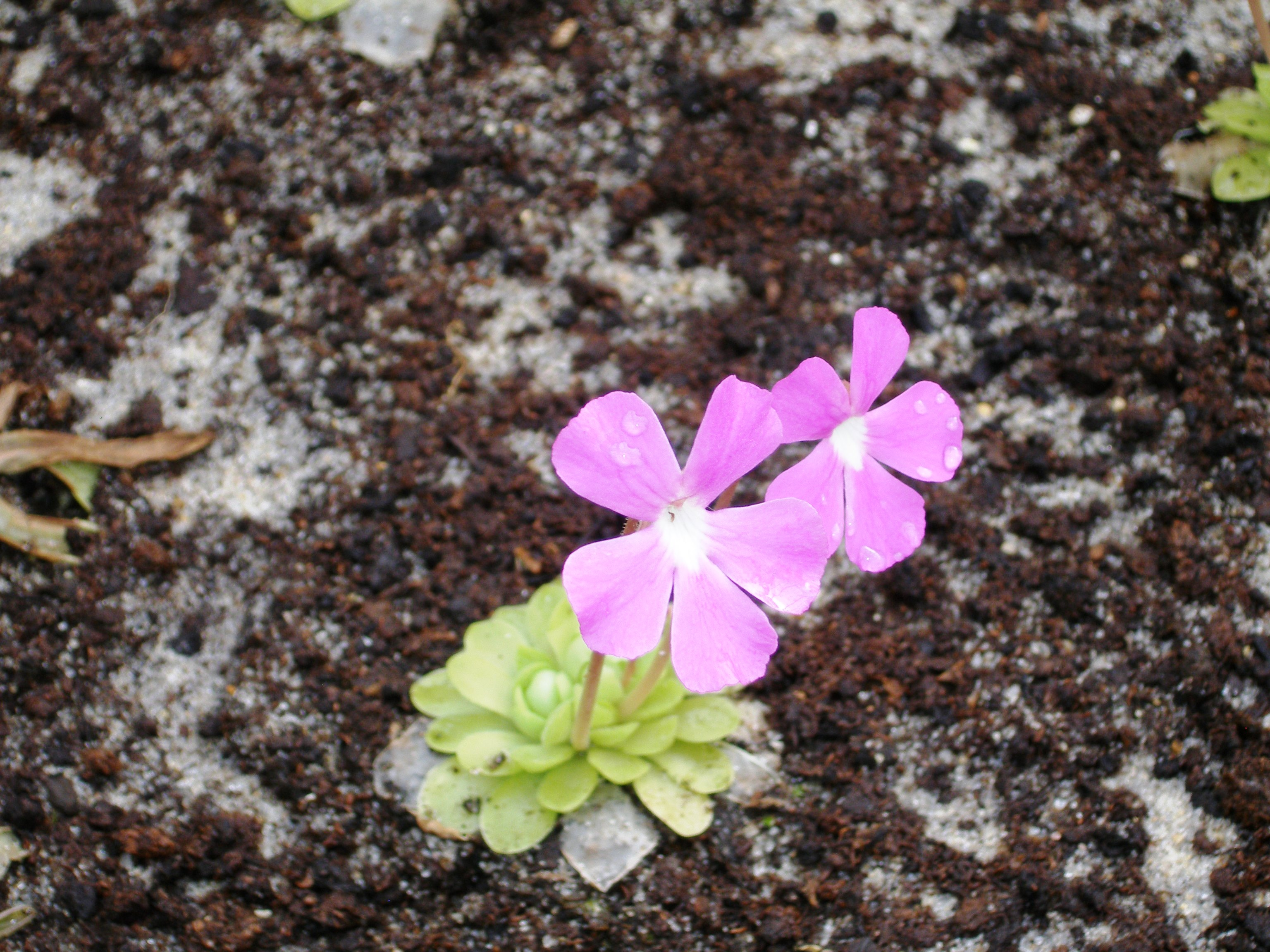
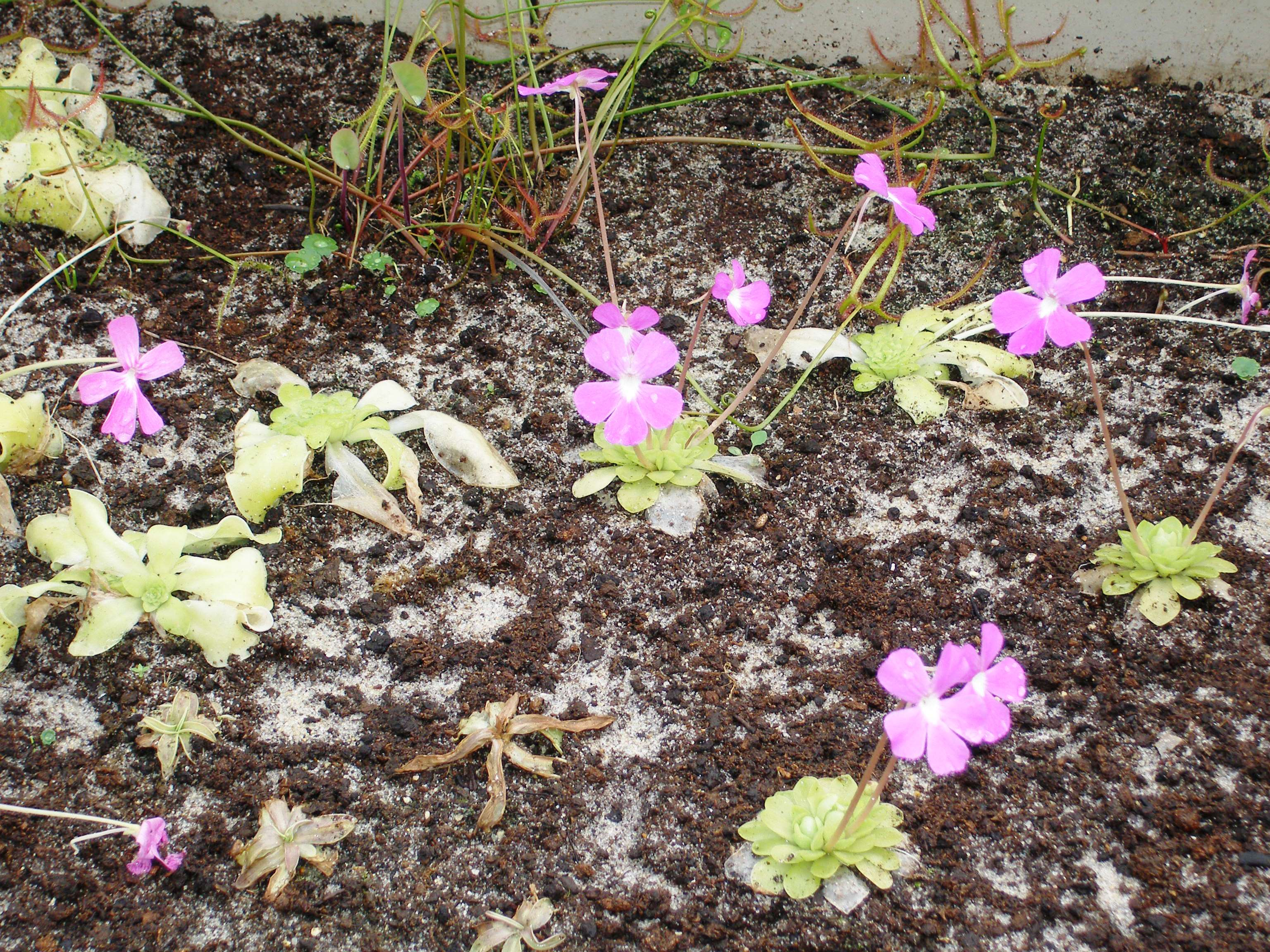
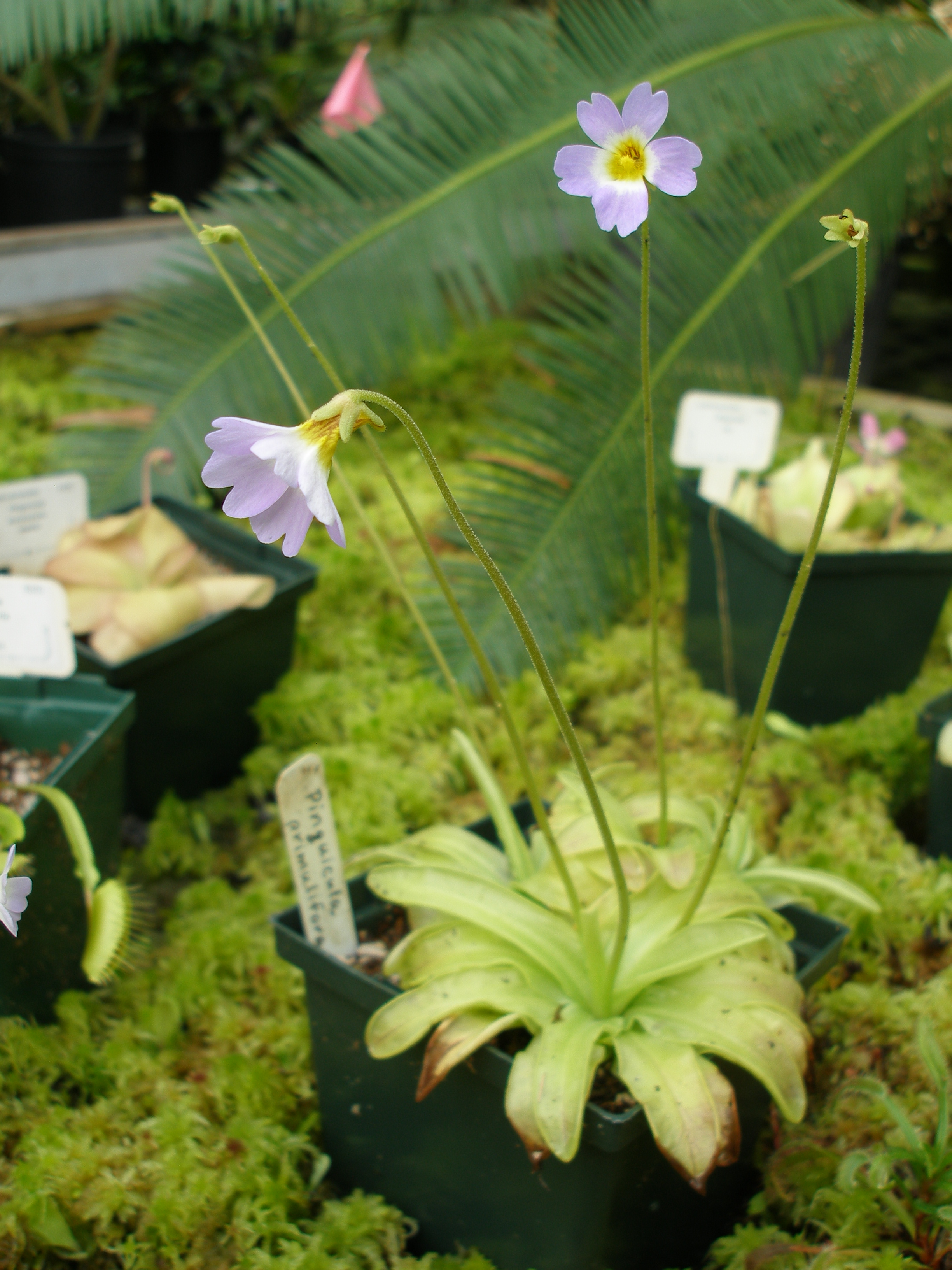
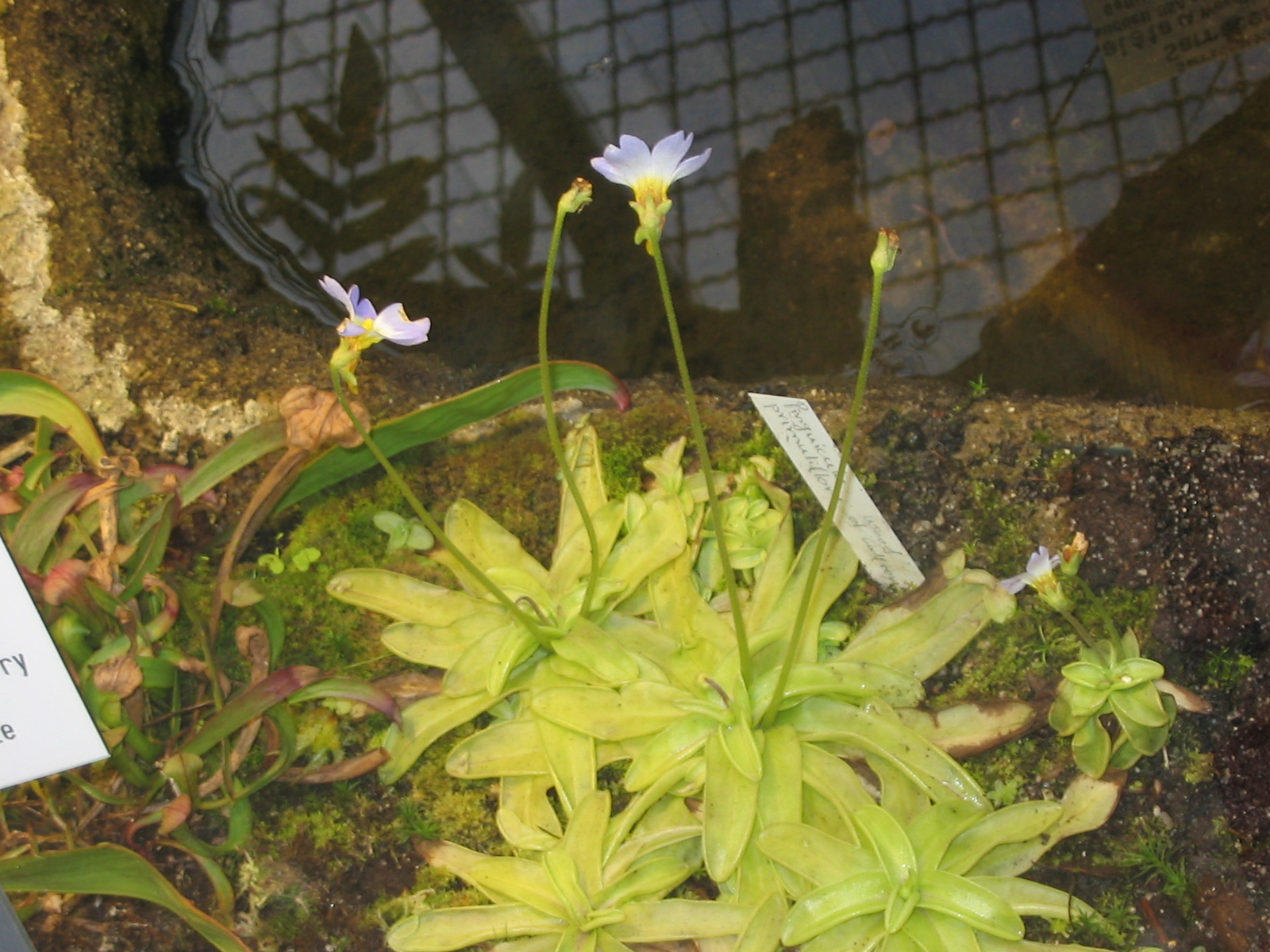
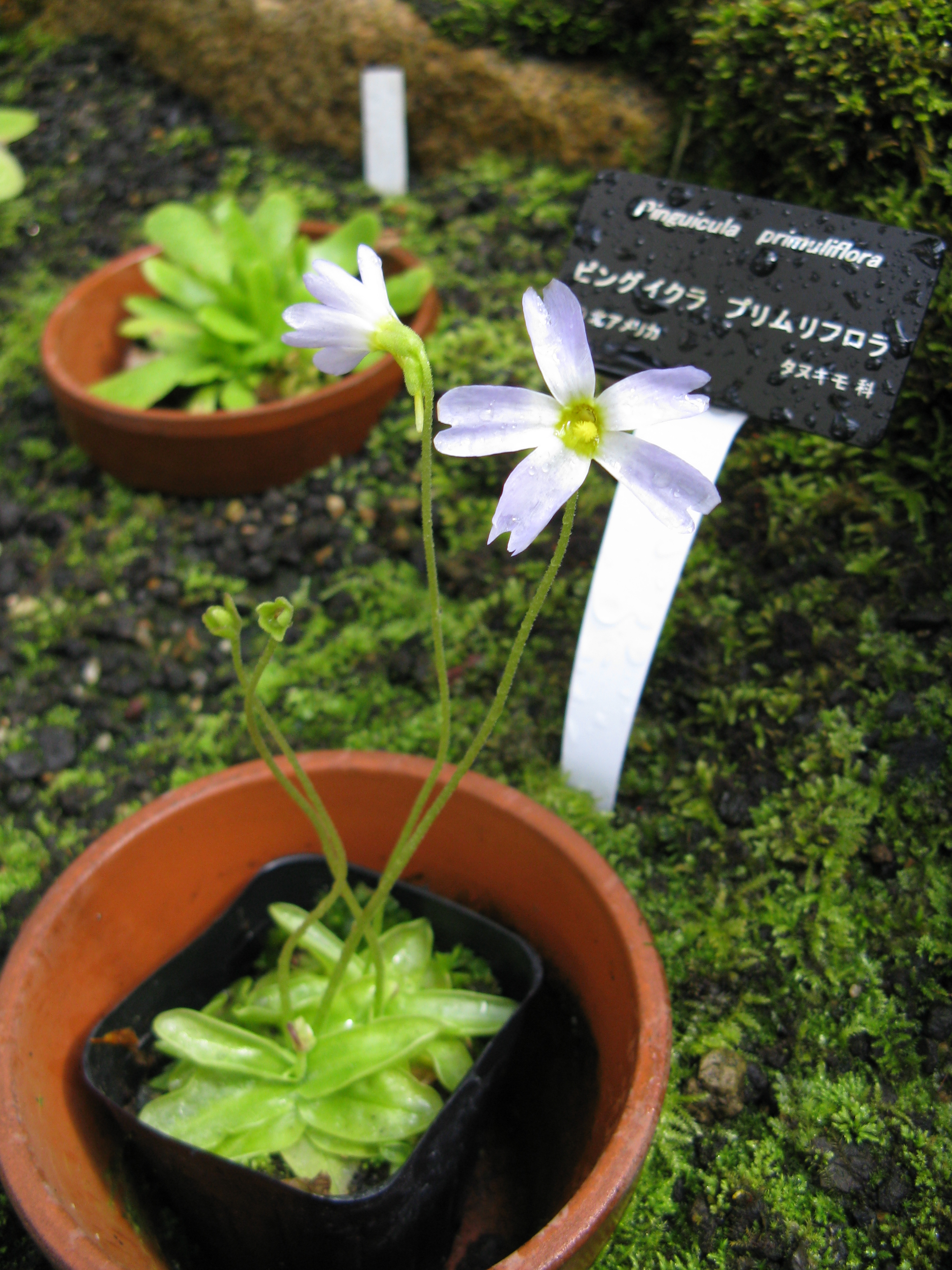
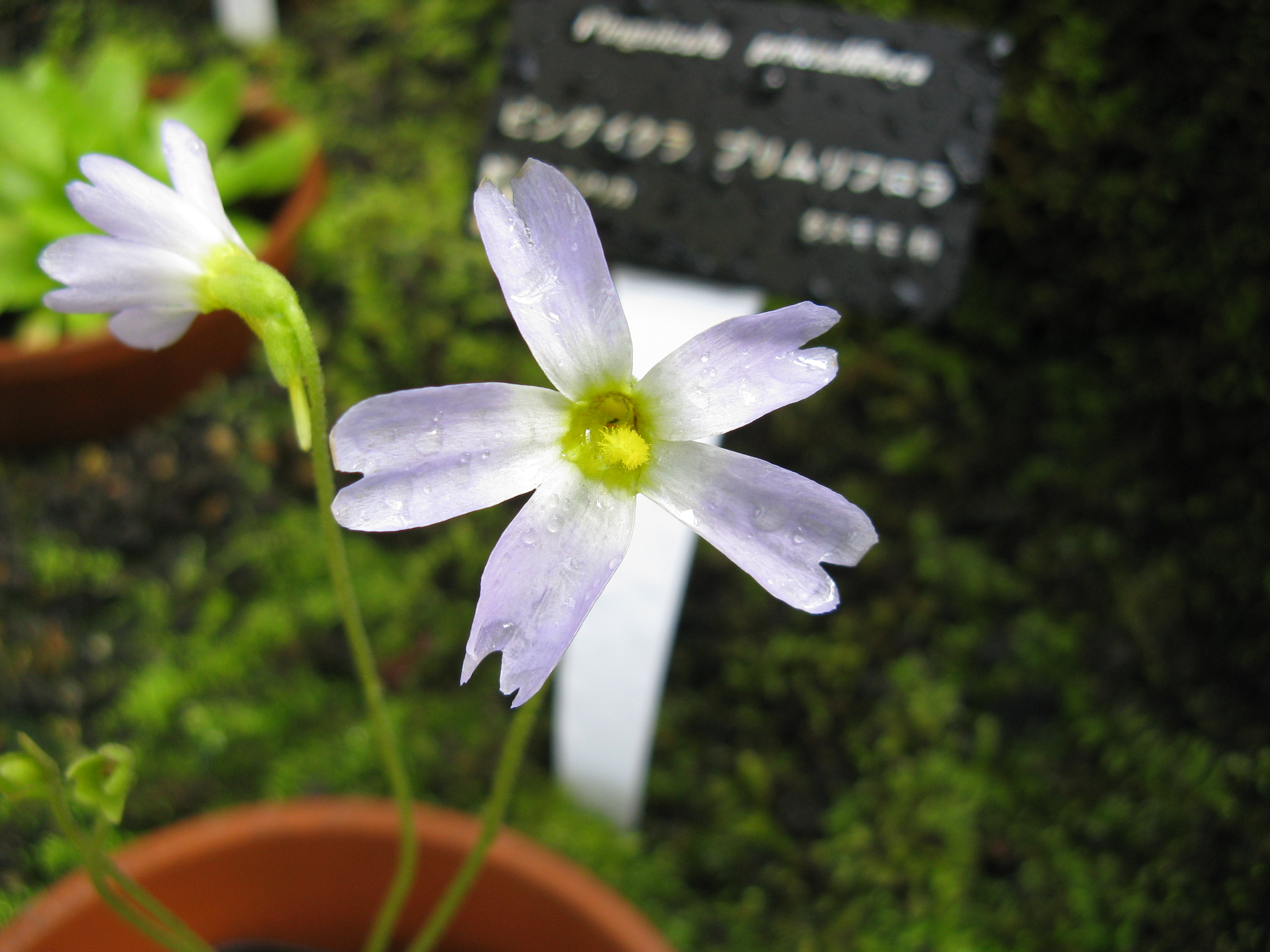